# هيروأكي تاجما
هيروأَكي تاجِما (باليابانية: 田島 宏晃) (27 يونيو 1974 في شيزوكا في اليابان – )؛ هو لاعب كرة قدم ياباني سابق كان يلعب كمهاجم.

## وصلات خارجية
- هيروأكي تاجما على موقع رابطة كرة القدم اليابانية للمحترفين (اليابانية)
- هيروأكي تاجما على موقع عالم كرة القدم.نت (الإنجليزية)